# ドヴォラ級哨戒艇
ドヴォラ級哨戒艇（英語: Dvora-class fast patrol boat）は、イスラエル海軍の哨戒艇の艦級。イスラエル・エアロスペース・インダストリーズが建造。

## 運用者

### スリランカ
ドヴォラ級哨戒艇はスリランカ海軍の主力艇となり、1980年代半ばからLTTEが行う海上での作戦に対抗するために配備されるようになった。それ以来、ドヴォラ級哨戒艇はスリランカのコロンボ造船所で建造され、より先進的な哨戒艇であるコロンボ級高速哨戒艇の基礎となり、スリランカ海軍がテロ対策に使用している。元モサド将校のビクター・オストロフスキーによると、同じくモサドの工作員であるエイミー・ヤールは、LTTEによる攻撃からスリランカの海岸をパトロールするため、スリランカ政府にドヴォラ級哨戒艇の供給を行うようイスラエル政府に持ち掛けたという。同時に、ヤールとその仲間は、スリランカ政府軍との戦闘に使用する対PTボート装備をタミル人に供給していた。またオストロフスキーは、モサドが世界銀行や他の投資家から数百万ドルをだまし取ることによって、スリランカ政府がボートの代金を支払うのを助けたと主張した。

### 台湾
中華民国海軍はドヴォラ級を高速攻撃ミサイル艇として使用しており、2隻を購入し、ほぼ同型で現地建造の海鷗級ミサイル艇（海鷗級はプロペラシャフトが3本であるのに対し、ドヴォラ級は2本）の型式として改良し、50隻を建造した。両級とも対艦戦力として、さらに2発の雄風I型対艦ミサイルを搭載しており、中華民国で20年以上使用されている。

## 運用者
イスラエル
- イスラエル海軍 - 9隻（当初は10隻就役、1隻は岩礁の浅瀬に衝突し退役）

 スリランカ
- スリランカ海軍 - 4隻（1984年に2隻、1986年に4隻取得、1993年、1995年、1996年に3隻沈没）[2]。

 中華民国
- 中華民国海軍 - 1980年代に輸入したドヴォラ級2隻と、1999年から2012年まで就役していた改良型である海鷗級ミサイル艇（中国語版）48隻（30隻の光華VI級ミサイル艇（中国語版）に置き換えられた）。

 ガンビア
- 2009年に台湾から哨戒艦艇として譲渡された4隻（元ROCN/台湾海軍FABG-7、FABG-11、FABG-29、FABG-32）。この4隻はもともとすべて、2008年にマラウイ共和国向けに供与される予定であった。

 パラグアイ
- 1994年に台湾から哨戒艦艇として譲渡された2隻（元ROCN/台湾海軍FABG-1とFABG-2）。